# Casino Royale (pel·lícula de 1954)
Casino Royale és una adaptació de televisió de la novel·la del mateix nom d'Ian Fleming. És la primera adaptació de pantalla de les aventures de James Bond, protagonitzada per Barry Nelson i Peter Lorre.

## Antecedents
El 1954, el productor i director Gregory Ratoff de la CBS va pagar Ian Fleming 1.000 dòlars per adaptar Casino Royale  per la televisió com a part de les seves sèries Climax!.
L'episodi Casino Royale  estrenat el 21 d'octubre de 1954 i protagonitzat per Barry Nelson com l'agent secret "James Bond", amb Peter Lorre al paper de La Xifra. Per aquesta versió americanitzada de la història, Bond és descrit com a agent de la " Intel·ligència Combinada", mentre els personatges de Felix Leiter i Rene Mathis de la novel·la original juntament amb "Clarence Leiter", un agent britànic per a l'Estació S. El nom "Mathis" va passar a l'actriu principal, batejada Valerie Mathis en comptes de Vesper Lynd.
Casino Royale va ser la primera de les novel·les James Bond d'Ian Fleming. La seva segona, Viu i deixa morir  apareguda només sis mesos abans de l'emissió de la primera adaptació el 1954. Aquesta primera pel·lícula James Bond no té gairebé cap de les característiques d'humor, to, i tematica que caracteritzarien la sèrie els següents cinquanta anys.
Després de la producció de Casino Royale, CBS va convidar Fleming a escriure 32 episodis durant un període de dos anys per una sèrie de televisió basada en el personatge de James Bond. Fleming accepta i comença a escriure esbossos per a aquesta sèrie. Fleming agrupa i adapta tres dels esbossos en contes i treu l'antologia de 1960 Només per als teus ulls juntament amb dos contes nous addicionals.
Va ser la primera adaptació a la pantalla d'una novel·la de James Bond, i es va fer abans de la formació d'EON Productions. Quan MGM finalment obtingué els drets de la versió de pel·lícula de 1967 de Casino Royale, també va rebre els drets d'aquest episodi de televisió.

## Argument
James Bond arriba al Casino Royale a Montecarlo, Mònaco però li disparen quan entra. Es troba amb l'agent secret Clarence Leiter del Servei Secret Britànic (aquest personatge s'anomenava Felix Leiter a la novel·la original d'Ian Fleming). Informa Bond sobre la seva missió mentre Bond troba Valerie Mathis (és una amalgama de Vesper Lynd i Rene Mathis de la novel·la). L'introdueix a La Xifra que és l'agent soviètic principal a la zona i està gairebé sempre acompanyat per tres guardaespatlles anomenats Basil, Zoltan i Zuroff. La Xifra ha estat jugant amb els fons soviètics. La missió de Bond és guanyar-lo al Bacarà i arruïnar-lo.

## Repartiment
- Barry Nelson - James Bond
- Peter Lorre - La Xifra
- Linda Christian - Valerie Mathis
- Michael Pate - Clarence Leiter
- Eugene Borden - Chef DeParte
- Jean DeVal - Crupier
- Gene Roth - Basil
- Kurt Katch - Zoltan
- William Lundigan - Amfitrió